# インターネットセキュリティスイート
インターネットセキュリティスイート (Internet security suite) とは、主にインターネット利用時（Webブラウジングやメール閲覧など）のセキュリティを確保するために使用されるソフトウェアや、コンピュータを包括的に保護できる機能を組み込んだソフトウェアのことである。総合セキュリティソフトとも呼ばれる。
インターネットセキュリティスイートにはアンチウイルスソフトウェア、アンチスパイウェア、パーソナルファイアウォール、侵入検知システム、スパムフィルター、コンテンツフィルタリング、フィッシング対策ソフトなど様々な機能のソフトウェアが含まれることが多い。また最近ではアンチウイルスソフトウェア自体が各種機能を取り込んでインターネットセキュリティスイート化してきており、店頭ではインターネットセキュリティスイートもアンチウイルスソフトウェアとして並べられることが多い。

## 代表的なインターネットセキュリティスイート
- ALYac Internet Security
- CAインターネットセキュリティスイート
- COMODO Internet Security
- ESET Smart Security
- F-Secure インターネットセキュリティ
- Kaspersky Internet Security
- Kingsoft Internet Security
- Microsoft Security Essentials
- PC Matic
- TechSentryセキュリティスイート
- ZoneAlarm Internet Security Suite
- インターネット・セキュリティ・バリア（Intego）
- ウイルスバスター
- ZEROスーパーセキュリティ/ZEROウイルスセキュリティ
- ウェブルート インターネット セキュリティ コンプリート
- ノートン インターネットセキュリティ
- マカフィー インターネットセキュリティ